# My Hero Academia: Heroes Rising
My Hero Academia: Heroes Rising (僕のヒーローアカデミア THE MOVIE ヒーローズ:ライジング?, Boku no Hīrō Akademia Za Mūbī: Hīrōzu: Raijingu) è un film del 2019 diretto da Kenji Nagasaki. È il secondo film anime ispirato alla serie manga ed anime My Hero Academia di Kōhei Horikoshi. Il film fu proiettato per la prima volta in Giappone il 20 dicembre 2019. 

## Trama
L'Unione dei Villain è inseguita da Endeavor e Hawks, mentre si allontana su un camion che trasporta un carico misterioso. Dopo aver distrutto il camion, nonostante non siano riusciti a catturare i villain, gli hero trovano una capsula di supporto vitale vuota. L'uomo all'interno, Nine, un villain, è fuggito e si riunisce con la sua squadra, progettando di creare una società in cui quelli con forti Quirk dominano sugli altri.
La Classe 1-A della Yuei è stata inviata alla remota isola di Nabu come parte di un programma di sicurezza. Izuku Midoriya incontra Mahoro Shimano e suo fratello Katsuma, residenti dell'isola. Legandosi con loro insieme a Bakugo, scopre che Katsuma desidera diventare un hero, ma Mahoro cerca di dissuaderlo, credendo che il suo Quirk non sia adatto a quel lavoro.
Nel frattempo, il padre di Mahoro e Katsuma viene attaccato da Nine e dal suo gruppo, e Nine gli ruba il Quirk. Nine, che è stato potenziato da All For One, può rubare e possedere fino a nove Quirk, ma il suo corpo non può gestirli senza subire danni. Cerca di usare il Quirk rubato per curarsi, diventando quasi invincibile, ma il Quirk rubato è incompatibile con il suo gruppo sanguigno. Nine ipotizza che i figli dell'uomo possano possederne una variante migliore e li insegue.
Nine e la sua banda arrivano sull'isola e distruggono tutti i mezzi di fuga e di comunicazione. La classe 1-A viene a conoscenza dell'invasione e si divide per fermare i villain e proteggere gli abitanti dell'isola. Nine trova i bambini e conferma che Katsuma possiede il Quirk che cerca, ma Midoriya interviene prima che possa rubarlo; tuttavia, né lui né Bakugo possono fare molto contro Nine. Nonostante questo, lo costringono a ritirarsi a causa dell'uso eccessivo dei suoi Quirk.
La Classe 1-A si raggruppa e decide di attaccare i villain frontalmente, in attesa dell'arrivo di altri hero. Dopo aver evacuato gli isolani, la classe riesce a sconfiggere il resto dell'equipaggio di Nine, ma viene resa inabile da Nine, ad eccezione di Midoriya e Bakugo. Non vedendo altro modo per sconfiggere Nine, Midoriya trasferisce il One For All in Bakugo, mentre usa le braci rimanenti del suo potere. Insieme, i due sopraffanno e sconfiggono Nine, ma l'One For All di Midoriya sembra svanire in seguito.
Con l'arrivo degli hero professionisti, All Might trova Bakugo e Midoriya privi di sensi. Si rende conto che One For All rimane all'interno di Midoriya, poiché il trasferimento a Bakugo è stato interrotto, teorizzando che i precedenti detentori di One For All desiderano che Midoriya lo mantenga. Altrove, Tomura Shigaraki trova e uccide un Nine indebolito, promettendo di creare il mondo che Nine voleva, con Shigaraki come re.
Con la banda di Nine arrestata, la classe ripara i danni all'isola prima di tornare a casa. Midoriya e Bakugo, che ha perso la memoria di aver impugnato One For All, salutano Katsuma e Mahoro, e Midoriya assicura a Katsuma che può diventare un eroe, come All Might aveva fatto per lui in precedenza.

## Produzione
Il 23 marzo 2019, un evento teatrale all'AnimeJapan 2019 ha annunciato che un secondo film di My Hero Academia era previsto per l'uscita "inverno 2019", con Kōhei Horikoshi responsabile della supervisione e del character design originale. Il 7 luglio 2019, il titolo e la data di uscita sono stati rivelati al "Hero Fes". evento, con Horikoshi che afferma che il film sarebbe l'ultimo adattamento cinematografico della serie. L'evento ha anche rivelato che Bones avrebbe prodotto il film, con Kenji Nagaski che sarebbe tornato come regista, Yōsuke Kuroda che sarebbe tornato come scrittore, Yoshihiko Umakoshi che sarebbe tornato come disegnatore dei personaggi e Yuki Hayashi che sarebbe tornato come compositore. L'11 ottobre 2019, è stato annunciato che Tomoyo Kurosawa si sarebbe unito al cast come Mahoro, Yuka Terasaki avrebbe doppiato Katsuma e sumika eseguirà la sigla "Higher Ground". Il 26 settembre 2019, è stato annunciato che Mio Imada era stato scelto per Slice e Yoshio Inoue era stato scelto per Nine. L'11 novembre 2019, Weekly Shōnen Jump ha rivelato che Kohsuke Toriumi e Shunsuke Takeuchi erano stati scelti rispettivamente come cattivi Mummy e Chimera, e il 6 dicembre 2019, è stato rivelato che Yuichi Nakamura avrebbe doppiato Hawks.

## Pubblicazione
Toho ha distribuito il film nelle sale in Giappone il 20 dicembre 2019. Il primo milione di spettatori che hanno visto il film ha ricevuto un opuscolo manga bonus scritto da Horikoshi, intitolato "Vol. Rising ", con l'opuscolo contenente un'intervista estesa a Horikoshi, disegni dei personaggi e schizzi. Il film ha anche ricevuto proiezioni in 4D in 81 sale in Giappone il 24 gennaio 2020.
In Italia era inizialmente previsto in uscita nelle sale dal 19 al 25 marzo 2020 su distribuzione Dynit/Nexo Digital ma è stato rinviato a causa della pandemia di Covid-19, è stato invece distribuito dal 24 dicembre 2020 su Netflix.

## Accoglienza

### Incassi
Durante il weekend di apertura, My Hero Academia: Heroes Rising si è classificato terzo al botteghino giapponese, guadagnando 422 milioni di ¥ nei suoi primi tre giorni, di cui 283 milioni di ¥ durante il fine settimana. Il film è rimasto terzo per il secondo fine settimana, sceso al quarto nella terza settimana, sceso al settimo nel quarto fine settimana, e ha lasciato la top 10 nel quinto fine settimana, sebbene salendo brevemente al nono è il sesto fine settimana prima di lasciare nuovamente la top 10. Il film ha superato My Hero Academia: Two Heroes durante il suo nono fine settimana.
Negli Stati Uniti, il film ha incassato $ 2,47 milioni da 1.275 sale il primo giorno (in cima al botteghino) e $ 815.000 il secondo. Ha continuato a debuttare a $ 5,1 milioni nel suo weekend di apertura (un totale di cinque giorni di $ 8,5 milioni), finendo quarto.

### Critica
Il film ha ricevuto recensioni positive da parte del pubblico, se pur minori rispetto al film precedente. Sul sito di recensioni Rotten Tomatoes il film ha il 90% delle recensioni professionali positive, basato su 41 recensioni, il consenso critico cita: «My Hero Academia: Heroes Rising manda i fan della saga in un'avventura esilarante che conclude la serie con una nota meravigliosamente animata».